# 2017年11月

## 11月1日
- 日本國會參眾兩院選舉內閣總理大臣，自由民主黨總裁安倍晋三再次當選，成為日本第98任內閣總理大臣。[1]

## 11月2日
- 美國職棒大聯盟，休士頓太空人隊5:1擊敗洛杉磯道奇隊，以四勝三負贏得世界大賽總冠軍。休士頓太空人球星荷西·奧圖維表示，終於用此告慰因颶風哈維重創，至今依舊耿耿於懷的休士頓鄉親父老們。
- 身在比利時布魯塞爾被西班牙撤職的加泰自治區主席普伊格蒙特表明，不會理會西班牙高等法院的傳召。西班牙檢察官員表示，如果普伊格蒙特等人拒絕出庭，可能會發出拘捕令[2]。
- 美國總統川普提名傑羅姆·鮑威爾接任美國联邦储备委员会主席[3]。
- 研究人員發表報告，稱埃及的胡夫金字塔內部存在一個此前未知的大型空間，至少長30米、高數米[4]。

## 11月3日
- 西班牙法院向加泰罗尼亚政府主席卡莱斯·普吉德蒙等5名官员发出逮捕令[5]。

## 11月4日
- 沙特阿拉伯宣布逮捕亿万身家的投资家瓦利德·本·塔拉勒·阿勒沙特王子以及至少10名王子、4名政府部长和数十名前任部长。该行动由王储穆罕默德·本·萨勒曼新成立的反腐机构主导[6][7]。
- 拒绝法西斯（英语：Refuse Fascism）在纽约市、芝加哥和旧金山等美国主要城市发动反对总统唐纳德·特朗普的抗议活动[8]。

## 11月5日
- 美國德克萨斯州威爾遜縣薩瑟蘭泉的第一浸信會教堂發生槍擊案，造成至少26人喪生（不包括兇徒）[9]。
- 多家媒体公布从离岸法律机构毅柏律师事务所泄露的1340万份文件以及19个税收管辖权的企业登记，透露政治家、名人、企业巨头和商界领袖的离岸金融活动。德国报章《南德意志报》此前曾获得这些文件，并与国际调查记者同盟共享资料[10][11]。榜上有名的个人和公司（英语：List of people and companies named in the Paradise Papers）有美国商务部长威尔伯·罗斯、英国女王伊丽莎白二世、利比里亚总统埃伦·约翰逊·瑟利夫、德国前总理格哈特·施罗德、俄罗斯乌兹别克裔商人阿利舍尔·乌斯马诺夫、社交媒体公司Twitter与Facebook、流行巨星博诺和麦当娜[12]。

## 11月7日
- 俄羅斯多個城市舉行活動，紀念十月革命100周年[13]。

## 11月8日
- 叙利亚政府軍和盟友從伊斯兰国手上收復東部邊境城市阿布凱馬勒[14]。
- 聯合國要求沙地阿拉伯停止封鎖通往也門的海陸空通道，讓救援物資進入也門，否則當地將爆發數十年來全球最大規模饑荒，死亡人數可達數百萬[15]。
- 中国全国人民代表大会常务委员会副委员长，前卫生部长陈竺在2017年11月6日至8日举行的红十字会与红新月会国际联合会第21届全体大会上当选为新一届联合会副主席[16]。

## 11月9日
- 巴塞羅那聖若梅廣場有大批民眾示威，抗議西班牙中央政府拘禁加泰獨派官員及要求釋放這些「政治犯」，而加泰區內數十條主要幹道及巴塞羅那桑斯（Sants）火車站的鐵路一度被示威者堵塞[17]。
- 沙特阿拉伯总检察长沙特·穆吉卜（Sheikh Saud al-Mojeb）发布声明，称在过去几天的“反腐”行动中共抓捕了208人，其中7人获释，201人被关押调查，涉案金额预计高达1000亿美元[18]。

## 11月10日
- 法国图卢兹一司机驾车撞向一群学生，造成3名中国学生受伤送院。嫌犯之后被逮捕，但警方认为事件并非恐怖袭击[19][20]。
- 沙特阿拉伯宣称黎巴嫩从也门向该国机场發射導彈是“战争行为”，敦促该国国民立刻离开黎巴嫩[21][22]。

## 11月11日
- 2017年越南APEC峰会在岘港举行，11国贸易部长宣布就跨太平洋戰略經濟夥伴關係協議的“核心元素”达成一致，计划推动贸易协定的通过[23]。
- 伊斯兰国奪回阿布凱馬勒[24]。

## 11月12日
- 伊拉克和伊朗边境地区的哈拉卜贾发生里氏7.2级地震，造成至少67人死亡，500人受伤，有房屋倒塌[25]。
- 赤道几内亚舉行議會選舉（英语：Equatorial Guinean legislative election, 2017）[26]。

## 11月13日
- 意大利国家足球队在世界杯预选赛欧洲区第二轮比赛中被瑞典国家足球队击败，自1958年以来首次无缘世界杯[27]。
- 一名北韓士兵駕車逃去朝鲜非军事区的板门店一侧，被其他北韓士兵开枪打伤后被南韓方面送往医院救治[28]。

## 11月14日
- 津巴布韦国防军司令康斯坦丁诺·奇翁加（英语：Constantino Chiwenga）将军干预执政党津巴布韦非洲民族联盟－爱国阵线的党内清洗计划后，哈拉雷有士兵指挥交通，至少有六辆装甲输送车出现。执政党批评将军叛国[29]。
- 美国加利福尼亚州兰彻特阿玛自然保护区（英语：Rancho Tehama Reserve, California）一小学及多个地方发生枪击案（英语：Rancho Tehama Reserve shootings），疑似枪手被警方击毙[30]。

## 11月15日
- 佳士得拍賣列奥纳多·达·芬奇畫作《救世主》，最終以4億5030萬美元（包括手續費）售出，創下單一藝術品的最高拍賣價紀錄[31]。

## 11月16日
- 柬埔寨最高法院頒令解散該國最大反對黨柬埔寨救国党。救國黨所有經選舉取得公職的黨員亦將喪失職位[32]。
- 人权观察发布报告详述缅甸国防军在若开邦对罗兴亚妇女儿童进行的轮奸行为[33]。

## 11月17日
- 阿根廷海军开始搜索旗下失联两天的潜艇圣胡安号[34]。

## 11月18日
- 津巴布韦总统罗伯特·穆加贝计划下台，哈拉雷民众走上街头欢庆[35][36]。
- 中國北京大興區西红门地区的一幢廉價公寓發生重大火灾，釀成19死8傷。事後北京市政府下令排查消防安全隱患，眾多低層外來人員因此被驅逐出違章住所。[37]
- AC/DC乐队吉他手馬爾科姆·楊因痴呆症在悉尼逝世，享年64岁[38]。

## 11月19日
- 2017年智利大選進行投票[39]。

## 11月20日
- 美國總統唐納德·川普宣佈將重新列為支持恐怖主义的国家[40]。
- 俄羅斯聯邦水文氣象和環境監測局確認今年九月尾烏克蘭、羅馬尼亞等東歐國家上空出現的釕-106 (ruthenium 106) 核污染雲層為國內洩漏所致，並指該放射性同位素濃度令國內幾個地方曾處於「極高污染」水平[41]。

## 11月21日
- 尼日利亚阿达马瓦州穆比鎮一座清真寺遭到自殺式炸彈襲擊，造成至少50人喪生[42]。
- 津巴布韦议会议长穆登达宣布担任总统近40年的罗伯特·穆加贝提交辞呈。执政的非洲民族联盟 - 爱国阵线高层官员说，穆加贝的前副总统埃默森·姆南加古瓦将在周三或周四宣誓就任总统[43]。

## 11月22日
- 聯合國軍司令部發放一名北韓士兵上周投奔南韓，被其他北韓士兵追殺的片段，顯示有士兵一度越過軍事分界線，並向南方開槍。司令部確認北韓在過程中違反了南北韓休戰協定[44]。
- 马来西亚柔佛州依斯干达公主城在柔佛苏丹的见证下正式升格为市政厅[45]。
- 叫車公司UBER被揭發一年前被黑客攻擊，導致全球5700萬個用戶和司機資料外洩，而當時公司未按法例向州與聯邦政府通報事件，並向黑客支付十萬美元當「掩口費」[46]。
- 新北市中和區南勢角一處出租套房發生縱火案，造成9人不幸罹難、2人輕傷[47]。

## 11月23日
- 澳大利亚总理特恩布尔（Malcolm Turnbull）与外交部长及贸易部长在首都堪培拉公布了自2003年以来首份外交政策白皮书，提出将加强与美国的同盟关系，希望遏制中国在印度及太平洋地区的影响[48]。

## 11月24日
- 埃及北西奈省比爾阿卜德鎮一座清真寺遭到疑似伊斯兰国武裝分子襲擊，造成至少305人喪生[49]。

## 11月26日
- 2017年洪都拉斯大選進行投票[50]。
- 2017年尼泊尔立法选举進行第一階段投票[51]。
- 古巴舉行市政選舉，逾八百萬名選民將在近二萬七千名候選人中，選出一萬二千五百多個地方議會代表，是古巴唯一的直接選舉，但並沒有反對派候選人參加。選出的代表有權在明年選出新任領袖，被外界視為結束卡斯特羅時代的第一步[52]。

## 11月27日
- 教宗方濟各展開首次訪問緬甸行程，將會晤緬甸總統廷覺、國務資政昂山素姬，以及軍方總司令敏昂萊，為緬甸軍方與教宗60年來首次對話[53]。
- 英國哈里王子宣佈與美國女演員梅根·马克尔訂婚[54]。

## 11月28日
- 北韓從平安南道首府平城市向東再次發射了一枚洲際彈道導彈，導彈飛行路線處於南韓及日本之間海域。美國國防部長馬蒂斯（James Mattis）表示，該導彈是北韓迄今發射的性能最高的導彈[55]。

## 11月29日
- 蒙古國出身的橫綱日馬富士公平因傷人事件宣佈引退。
- 前波斯尼亚的克罗地亚族陆军将军斯洛博丹·普拉亚克在前南刑庭维持战争罪定罪后死于喝毒药。[56]